# 토미 사라사
토미 사라사(일본어: 透水 さらさ とうみ さらさ[*], 6월 23일 - )는 일본의 배우이자 가수이다. 전 다카라즈카 가극단 유키구미 여역이다.
교토부 교토시, 사립 교토오오타니 고등학교 출신이다. 키 163cm, 애칭은 "유키에", "사라사"이다.
소속사는 다카라즈카 라이브 넥스트이다.

## 약력
2004년, 다카라즈카 음악학교에 입학하였다.
2006년, 다카라즈카 가극단 92기생으로 입단. 입단 당시 성적은 6번. 소라구미 공연 「NEVER SAY GOODBYE」로 초무대. 그 후, 유키구미에 배속되었다.
노래를 잘하는 여역으로 일찌감치 주목을 받아, 2012년, 쇼 「Shining Rhythm!」에서 첫 에트와르로 발탁되었다. 같은 해 오토즈키 케이ㆍ마이하네 미미 톱콤비 퇴단공연 「JIN-仁-」으로 신인공연 첫 히로인을 맡았다.
그 후에도 디바로 칭해지는 노랫소리로 가수로 활약했지만, 2015년 10월 11일, 「별이 만나는 하룻밤／La Esmeralda」 도쿄 공연 천추락을 기해, 다카라즈카 가극단을 퇴단하였다. 자신의 퇴단 공연에서 4번째로 에트와르를 맡았다.
퇴단 후에, 결혼과 출산을 한 후, 배우나 가수로서 폭 넓게 활동하고 있다.
2021년 6월부터 다카라즈카 라이브 넥스트 소속이 되었다.

## 퇴단 후 주요 활동

### 무대
- 2017년 1월, 『스타☆피플스!!』 (키노쿠니야홀) - 유키
- 2018년 4 - 5월, 『더 이케다야!』 (키노쿠니야홀・ABC홀) - 캐서린
- 2021년 9월, 『어프로즈 〜夢十夜〜』 (일본청년관・바우홀)